# ديتمار هوب
ديتمار هوب (بالألمانية: Dietmar Hopp)‏ هو رائد أعمال ألماني، ولد في 26 أبريل 1940 في هايدلبرغ في ألمانيا.

## وصلات خارجية
- ديتمار هوب على موقع مونزينجر (الألمانية)